# Parafia św. Jakuba we Wrzącej Wielkiej

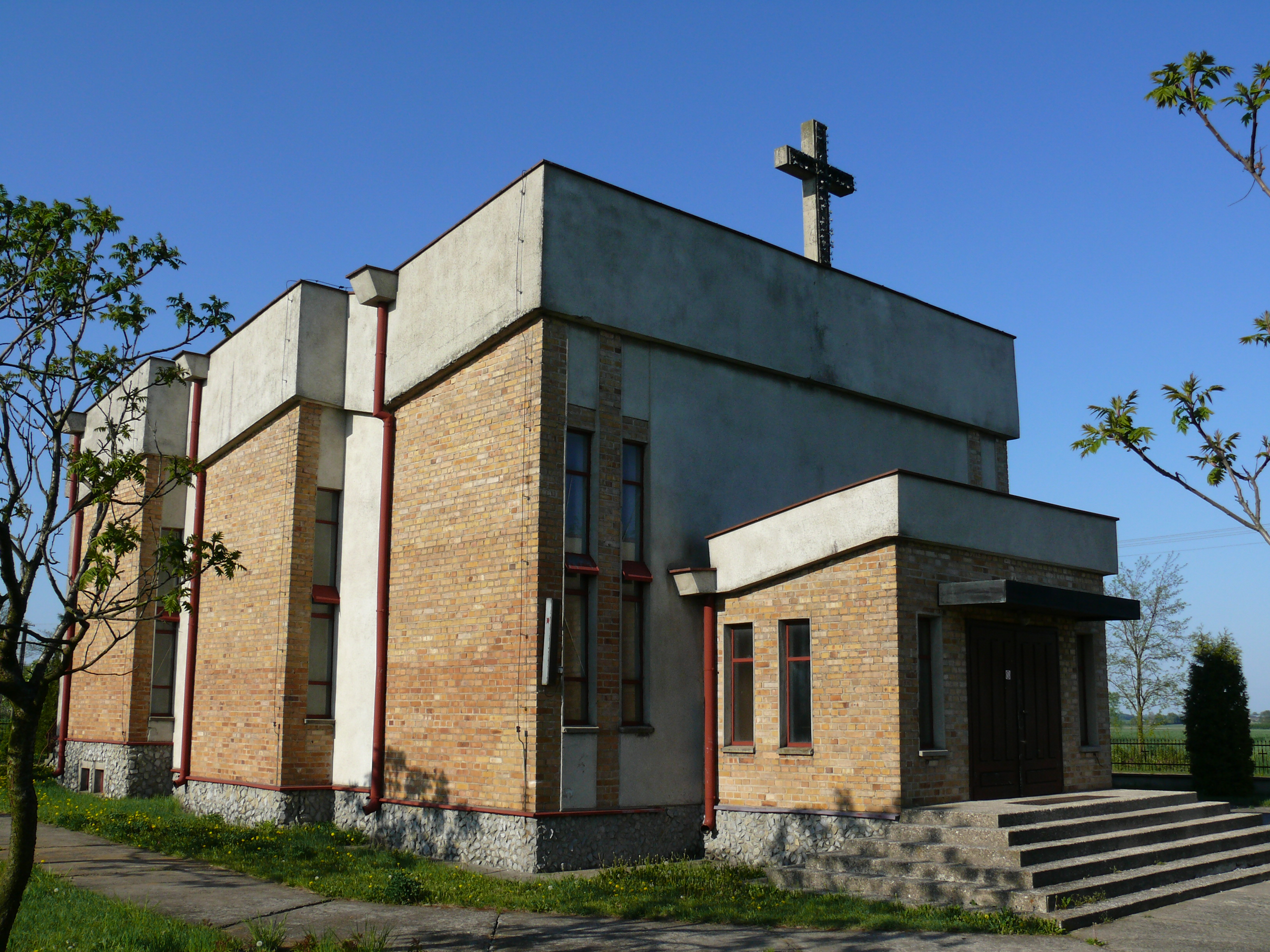
Kościół Chrystusa Odkupiciela Świata w Kiełczewie Smużnym Pierwszym

Parafia Świętego Jakuba Apostoła we Wrzącej Wielkiej – rzymskokatolicka parafia położona w północnej części gminy Koło. Administracyjnie należy do dekanatu kolskiego (diecezja włocławska). Zamieszkuje ją 2360 wiernych. Fundowana po raz pierwszy w 1433 r.
Proboszczem parafii od 2018 roku jest ks. Marcin Sadownik.

## Kościoły
- kościół parafialny: Kościół parafialny św. Jakuba Apostoła we Wrzącej Wielkiej
- kościół filialny: Kościół filialny Chrystusa Odkupiciela Świata w Kiełczewie Smużnym Pierwszym

## Zasięg parafii
- gmina Babiak
  - Lipie Góry
  - Osówie
  - Podkiejsze
  - Zwierzchociny
- gmina Koło
  - Czołowo – część
  - Dąbrowa
  - Dorobna – część
  - Kaczyniec
  - Kamień
  - Kiełczew Górny
  - Kiełczew Smużny Czwarty
  - Kiełczew Smużny Pierwszy
  - Lucjanowo
  - Mikołajówek-część
  - Sokołowo
  - Wandynów
  - Wrząca Wielka
  - Wrząca Wielka-Kolonia

Odpust parafialny:
- 25 lipca – święto Świętego Jakuba Apostoła
- ostatnia niedziela maja – tradycyjna uroczystość Matki Bożej Miodnej